# Palais Platyz
Le palais Platýz est un grand palais urbain avec cour, situé à Prague sur le cours Národní avec un passage vers la place du Marché au charbon, où se trouvait à l'origine la façade principale. Il a été construit progressivement en plusieurs périodes architecturales, en passant par des éléments de l'architecture Renaissance jusqu'au style Empire. Le bâtiment, actuellement un immeuble d'habitation, est protégé comme monument culturel de la République tchèque.

## Histoire du palais
Trois maisons se dressaient sur le site du palais actuel jusqu'en 1347, date à laquelle le prince Frédéric de Bourgogne, membre de la cour de Charles IV, construisit un palais « semblable à un château avec une haute tour », comme le décrit Václav Hájek de Libočany dans sa chronique.

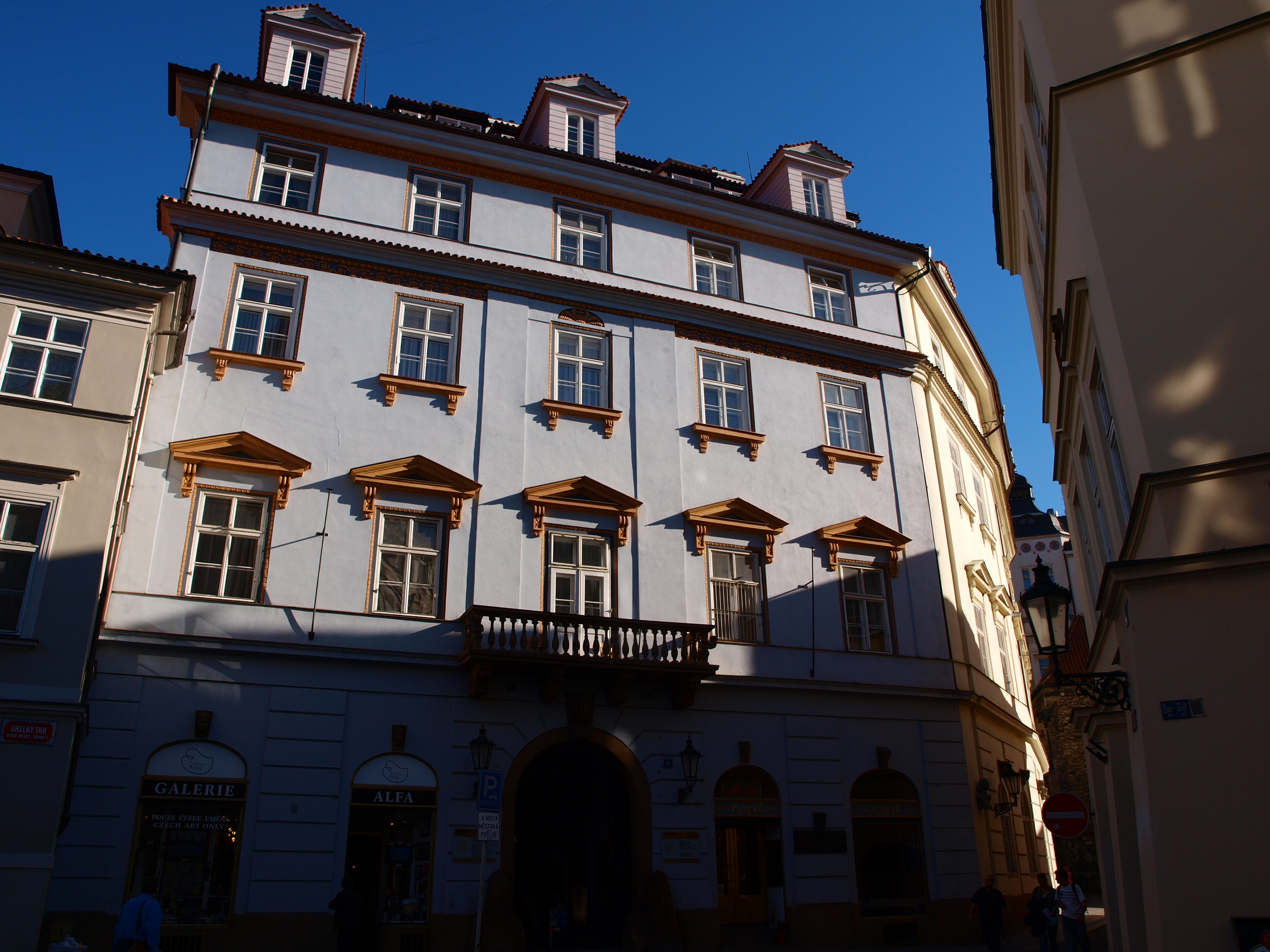
La façade du palais Platyz sur Uhelné trhu

En 1405, le palais passa à l'homme d'affaires pragois Jan Bradatý de Stříbr, avec lequel une dispute sur l'exactitude de l'interprétation des écrits de John Wykliof eut lieu ici en 1408.
Puis, en 1586, le palais fut acheté par le conseiller impérial et secrétaire de Rodolphe II, Jan Platais (Platejs) de Plattenštejn, dont le palais porte encore aujourd'hui le nom. Il fit modifier la façade dans le style Renaissance et ajouter une loggia au premier étage de la cour, dont de petites parties sont encore visibles aujourd'hui.
En 1637, le comte Jan de Šternberk acquit le palais. Les Šternberk furent à l'origine des modifications baroques, et le passage par la cour entre Uhelný trh et Národní třída date également de cette période.
Le palais a connu sa période faste depuis 1715, date à laquelle il fut acquis en dot par Jan Leopold Paar après son mariage avec Marie-Thérèse de Šternberk. Une célèbre école d'escrime, un bureau de poste, des bals et des concerts y étaient organisés.

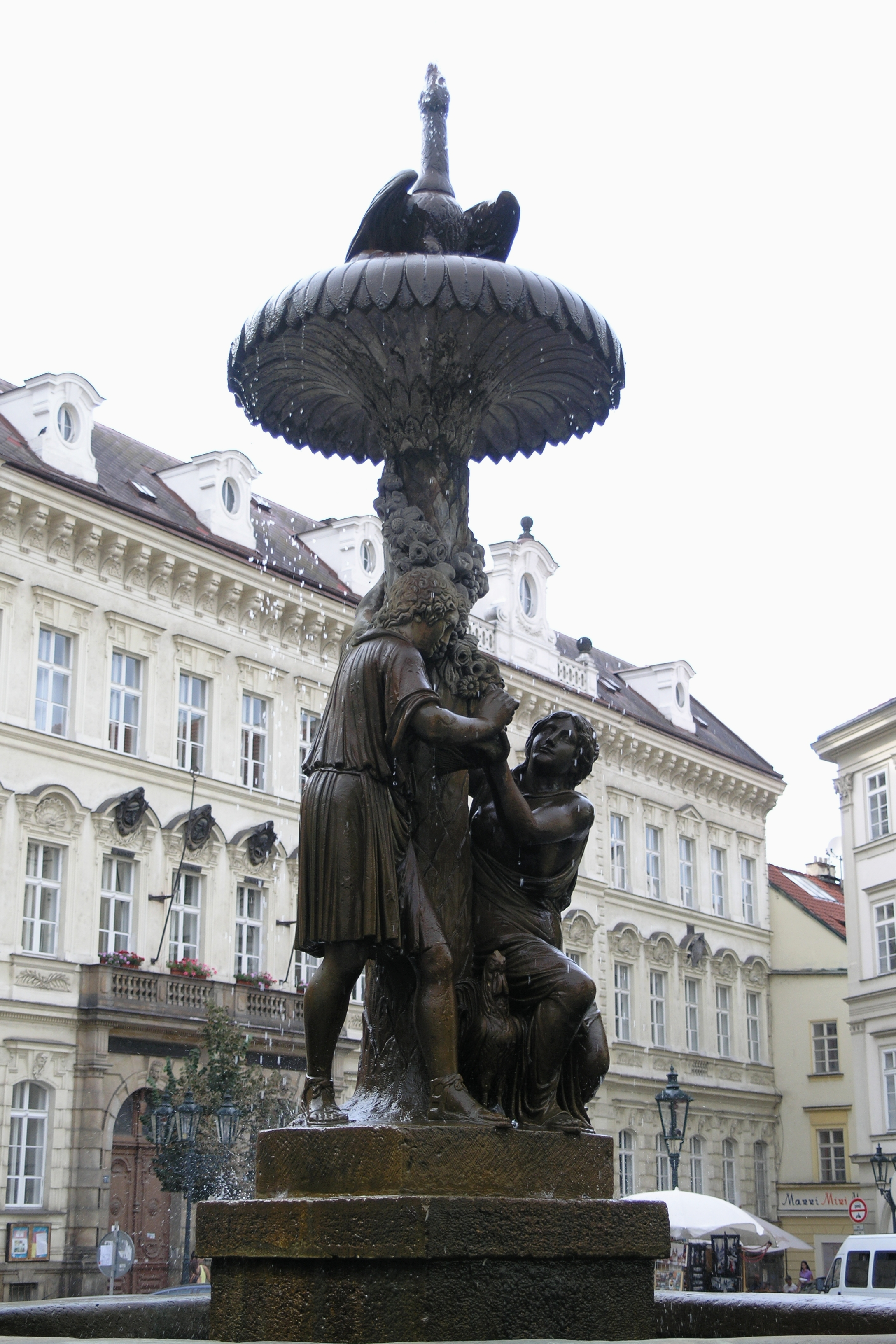
Fontaine de Wimmer

En 1797, le grand propriétaire foncier Jakub Wimmer devint propriétaire du palais. À ses frais, il fit créer des vergers à Letná pour le public et à Vinohrady et construisit la fontaine Wimmer, qui se trouve aujourd'hui sur la rue Uhelné. Dans le sous-sol du palais, il réalisa une modification baroque des écuries.
En 1813, le chevalier František Daubek acheta Platýz et fit reconstruire le palais en immeuble d'habitation, ce qui en fait l'un des plus anciens et le plus grand de Prague. Lors de la reconstruction, une façade Empire a été construite, ce qui a modifié l'orientation de l'ancien portail principal nord du palais du Marché au Charbon, vers le sud jusqu'au Cours National.